# Битка при Егадските острови
Битката при Егадските острови, състояла се на 10 март 241 пр.н.е., е последната морска битка между Картаген и Римската република по време на Първата пуническа война. Категоричната победа на римляните слага край на дълго продължилата война в полза на Рим.

## Предистория
Войната между Рим и Картаген започва 23 години по-рано (през 264 г. пр.н.е.). Бойните действия се развиват главно в Сицилия и околните морета. Към 242 г. пр.н.е. картагенците държат само три крепости в западния край на острова (Лилибеум, Дрепана и Ерикс). Те са обсадени от римляните откъм сушата, но са снабдявани безпрепятствено по море. След поредица големи успехи в началото на войната, между 255 и 249 г. пр.н.е. няколко римски флоти са унищожени от бури или от врага. Вследствие на големите човешки и материални загуби римският Сенат се отказва от поддръжката на големи военноморски сили.

## Битката
През 242 г. пр.н.е. нова римска флота от 200 бойни кораба, построени и съоръжени с частни средства, се появява неочаквано край западна Сицилия и блокира пристанищата на Лилибеум и Дрепана. Начело на тези операции е консулът Гай Лутаций Катул. В началото на следващата година в помощ на обсадените крепости се отправя голяма картагенска флота. Планът на нейния предводител Ханон е да достави продоволствие на войските в района на Ерикс и Дрепана (начело с Хамилкар Барка) и да натовари оттам войници за решителната битка с римляните. Край Егадските острови пътят на Ханон е преграден от римските кораби, командвани от претора Квинт Валерий Фалтон (вместо Катул, който е ранен при Дрепана). Претоварени с провизии, картагенските кораби са слабо повратливи, а екипажите им са по-зле обучени. По тази причина картагенците търпят пълно поражение. Римляните потопяват 50 и пленяват други 70 вражески кораба.

## Последици
Победата при Егадските острови дава на Рим пълно морско господство в региона. Картаген не може да го оспори отново, тъй като хазната му е изчерпана в резултат на продължителната война. Войските му в Сицилия остават изолирани и по тази причина картагенското правителство иска мир. През същата, 241 г. пр.н.е., е сключен мирен договор, с който Картаген отстъпва на Рим последните си сицилиански владения.